# North Hinksey
North Hinksey is een civil parish in het bestuurlijke gebied Vale of White Horse, in het Engelse graafschap Oxfordshire met 4535 inwoners.